# Мальшинская богадельня
Мальшинская богадельня — памятник архитектуры начала XIX века. Находится в городе Рязани (улица Маяковского, дом 41).

## История до 1919 г
Мальшинская богадельня построена в 1808 г. на средства купца Петра Алексеевича Мальшина. В 1806 г. для её учреждения он внес пятьдесят тысяч рублей в Приказ общественного призрения. Пятнадцать тысяч из них были использованы для постройки каменного здания, а тридцать пять тысяч оставлены «на вечные времена неприкосновенным капиталом». Проценты с этого вклада предназначались на содержание богадельни и выплату пособий служащему персоналу. Указом от 5 июня 1806 года, адресованным лично Петру Алексеевичу Мальшину, Император Александр I выразил своё «особое благоволение» к поступку Мальшина. Этим же Указом основатель богадельни был «всемилостивейше пожалован» орденом Анны II степени.
Строительство здания богадельни было завершено в декабре 1808 года, и уже в начале 1809 г. богадельня была открыта. Её открытие Мальшин косвенно посвятил памяти своей первой жены Ирины Максимовны, скоропостижно скончавшейся в том же году в возрасте 47 лет.
Поначалу в богадельне на содержании находились 12 престарелых солдат, военных инвалидов и 12 лиц разного звания: крестьян и мещан. Со временем количество подопечных увеличивалось и в 1843 году здесь находилось 49 человек, а через год — 60. После войны с Наполеоном в ней содержались раненые русские солдаты.
Уход за проживающими в богадельне престарелыми и больными людьми согласно уставу осуществляли здоровые люди, которые принимались на работу из расчета 1 сотрудник на каждые 10 человек больных. Кроме того, в богадельне работал лекарь, получавший заработок из городской казны. Лекарства для богадельни обычно закупались так же за счет казны. До 1816 года богадельня на углу улиц Гостиной и Курганской полностью содержалась за счёт средств, завещанных Мальшиным. Позднее, когда число проживающих в богадельне достигло 34 человек, часть расходов взял на себя Приказ общественного призрения, в ведении которого находилось управление больницами, приютами для больных и умалишённых и государственными богадельнями, которые создавались на казённые деньги. В 1832 году Император Николай I, посетивший Рязань, учитывая заслуги Мальшина в деле благотворительности, повелел именовать богадельню Мальшинским инвалидным домом.
В богадельне, по всей вероятности, окончательно нашёл последнее пристанище и строитель её: так, 2 мая 1821 года священнослужителям Церкви в честь Смоленской иконы Божией Матери на Смоленском православном кладбище в Санкт-Петербурге поступила повестка из Духовной консистории с тем, чтобы они оказали содействие вдове в переносе тела умершего в Санкт-Петербурге надворного советника Петра Алексеевича Мальшина «в город Рязань для погребения в устроенной там им Мальшиным обители».

## История после 1919 г
К 1919 г. в Мальшинской богадельне проживали более ста воинов-инвалидов и солдатских вдов не могущих содержать себя.
В 1919 г, Мальшинская богадельня с формулировкой «за ненадобностью» была упразднена. В её здании разместили сначала холерный, а позже тифозный лазареты.
С начала 1920-х гг. лазареты закрыли, а здание передали в ведение Рязанской Чрезвычайной комиссии (ЧК). В начале 1970-х гг. здание занял архив КГБ, а позже Бюро судмедэкспертизы. В 2001 году судмедэкспертиза переехала в другое здание. С того времени богадельня стояла заброшенной и стала разрушаться.

## Современное состояние
С 2005 года здание Мальшинской богадельни было передано в аренду православному издательству «Зёрна», которое занялось его реставрацией. В мае 2006 года в восстановленной части здания был открыт магазин «Православная книга». Само здание полностью отреставрировано и приобрело первоначальный облик.